# Arquitectura futurista

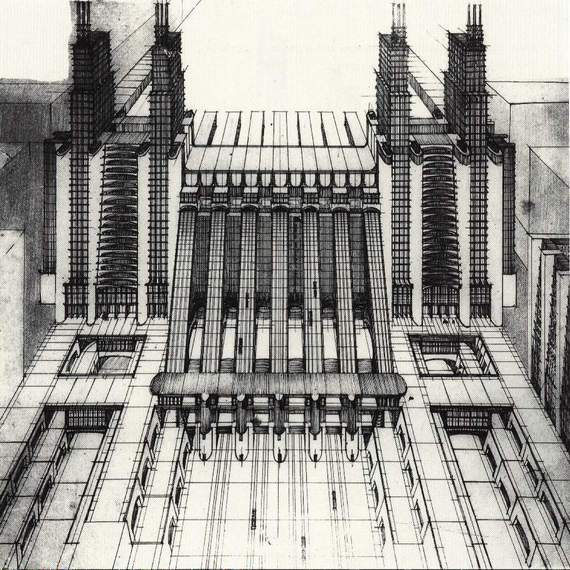
Dibujo en perspectiva de La Città Nuova de Sant'Elia, 1914.

La arquitectura futurista fue una forma de arquitectura de la primera mitad del siglo XX nacida y teorizada en Italia, caracterizada en sus inicios por una fuerte innovación técnica y formal, el anti-historicismo, un cromatismo exagerado y el uso de largas líneas dinámicas, dirigidas en su conjunto a sugerir una idea de velocidad, movimiento, urgencia y lirismo. Fue parte del futurismo, un movimiento artístico fundado por el poeta Filippo Tommaso Marinetti, quien produjo su primer manifiesto, el Manifiesto del futurismo , en 1909. El movimiento atrajo no solo a poetas, músicos y artistas (como Umberto Boccioni, Giacomo Balla, Fortunato Depero y Enrico Prampolini), sino también a varios arquitectos. Entre los temas de los futuristas estaban el culto a la era de las máquinas  e incluso la glorificación de la guerra y la violencia como impulso vitalista hacia la renovación: varios destacados futuristas murieron después de presentarse como voluntarios para luchar en la Primera Guerra Mundial. En este último grupo estaba el arquitecto Antonio Sant'Elia (1888-1916), quien, aunque construyó poco, tradujo la visión futurista a una forma urbana.
También en una acepción más general, se trataría de una orientación del diseño arquitectónico de los siglos XX y XIX cuya inspiración recordaría elementos de la ciencia ficción o de las naves espaciales, sin formar una escuela o pensamiento específico.

## Características de la arquitectura futurista

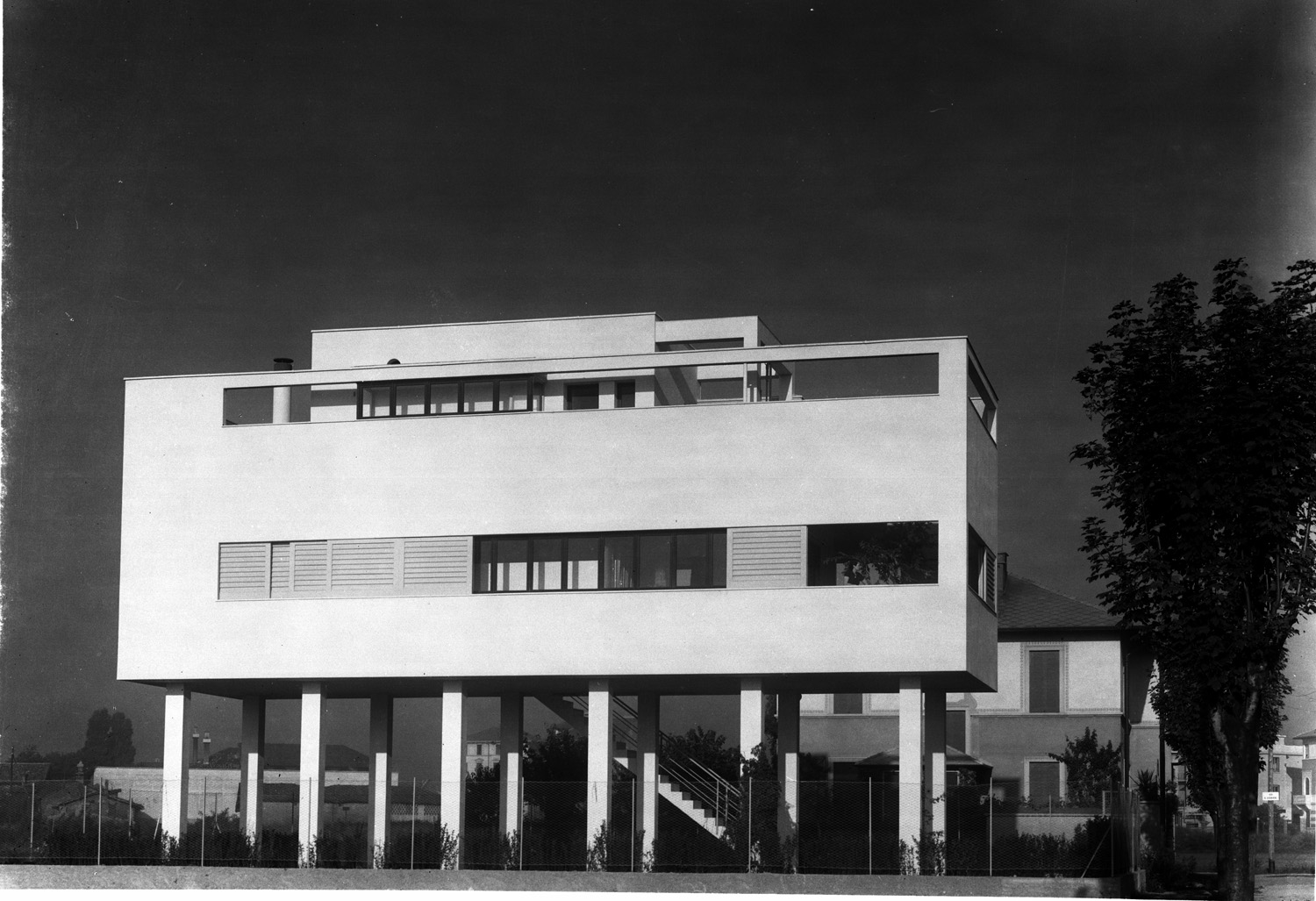
Arquitectura futurista, Villa Figini de Luigi Figini, Milán, 1935.

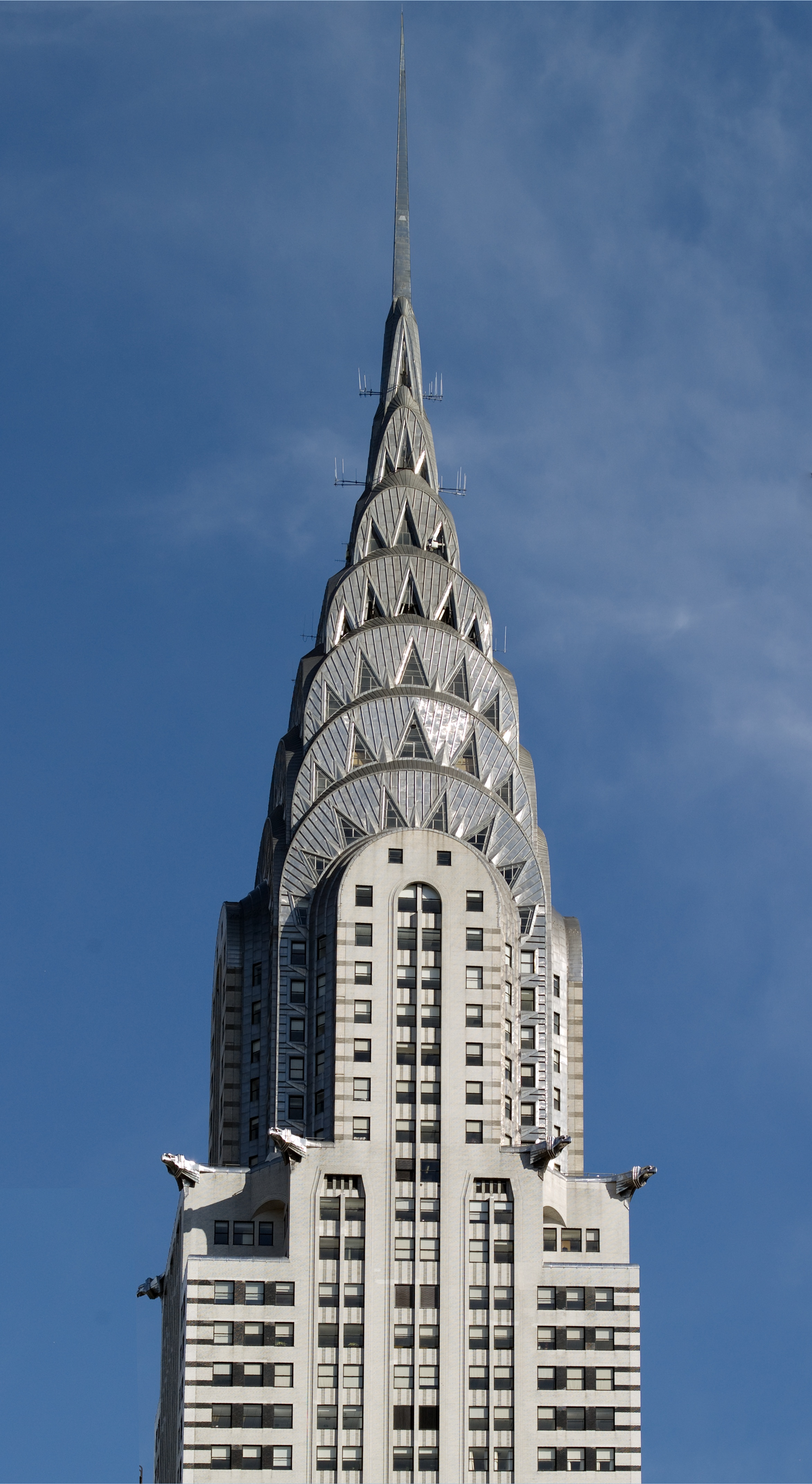
Coronamiento art déco del Edificio Chrysler en Nueva York (estilo de moda desde años 1920 a años 1930)

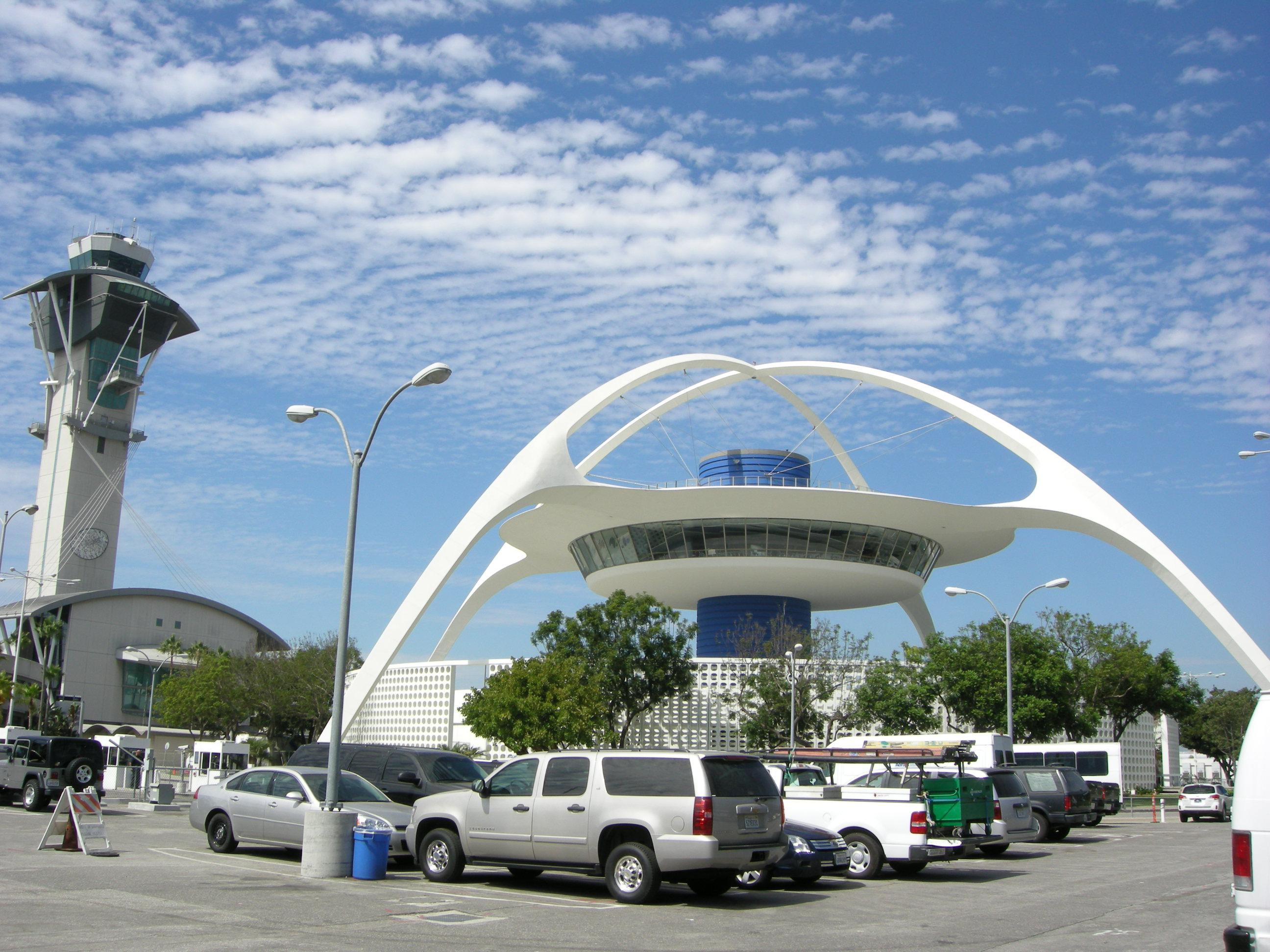
Theme Building, parte del Aeropuerto Internacional de Los Ángeles, de estilo Googie (estilo de moda desde años 1950 a años 1960)

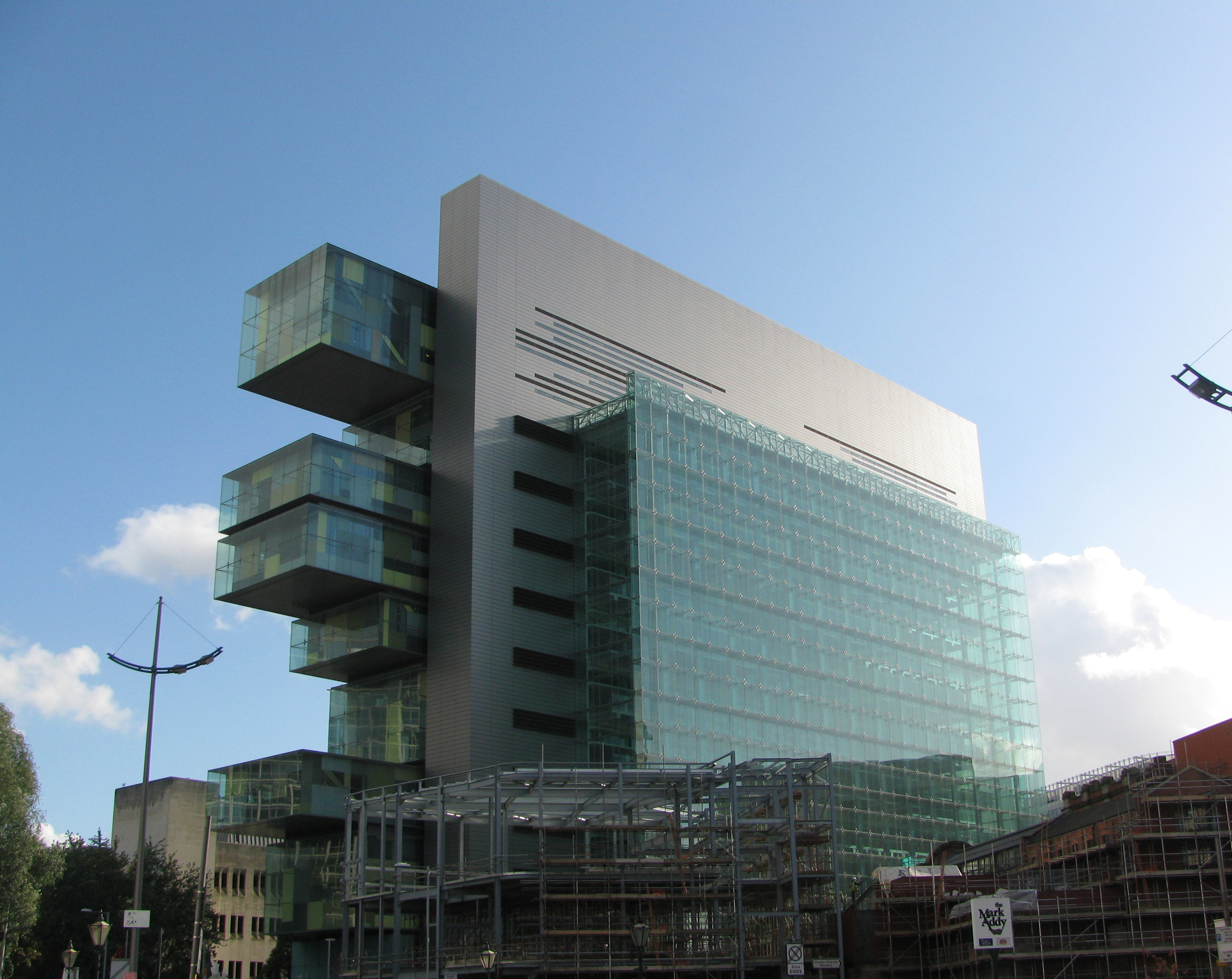
Edificio de estilo Neo-futurismo (estilo de moda desde finales del a principios del)

La arquitectura futurista pueden caracterizarse así:
- Es la arquitectura del cálculo, de la audacia temeraria y de la sencillez; la arquitectura del hormigón armado, del hierro, del cristal, del cartón, de la fibra textil y de todos los sustitutos de la madera, de la piedra y del ladrillo, que permiten obtener la máxima elasticidad y ligereza.
- No es una árida combinación de practicidad y utilidad, sino que sigue siendo arte, es decir, síntesis y expresión;
- Las líneas oblicuas y las líneas elípticas son dinámicas, que por su propia naturaleza poseen un poder expresivo mil veces superior al de las líneas horizontales y perpendiculares.
- La decoración, como algo superpuesto a la arquitectura, es un absurdo, y que sólo del uso y de la disposición original del material bruto o visto o violentamente coloreado depende el valor decorativo de la arquitectura futurista.
- Al igual que los hombres antiguos se inspiraron, para su arte, en los elementos de la naturaleza, la arquitectura futurista debe encontrar esa inspiración en los elementos del novísimo mundo mecánico que se ha creado.
- La arquitectura como arte de distribuir las formas de los edificios según criterios preestablecidos está acabada.
- Por arquitectura debe entenderse el esfuerzo por armonizar con libertad y gran audacia el entorno y el hombre, es decir, por convertir el mundo de las cosas en una proyección directa del mundo del espíritu.
- De una arquitectura así concebida no puede nacer ningún hábito plástico y lineal, porque los caracteres fundamentales de la arquitectura futurista serán la caducidad y la transitoriedad. Las casas durarán menos que nosotros. Cada generación deberá fabricarse su ciudad.

## Art déco
El estilo art déco de arquitectura con sus formas alargadas fue considerado un estilo futurista en las décadas de 1920 y 1930.  El nombre original tanto para el Art Decó temprano como para el tardío fue Art Moderne--el nombre "Art Decó" no fue utilizado sino a partir de 1968 cuando Bevis Hillier inventó el término en un libro de su autoría. El edificio Chrysler es un ejemplo destacado de la arquitectura futurista art déco.

## Tras la Segunda Guerra Mundial
En la posguerra el futurismo experimentó un declive considerable. Se reinventó en el contexto de las tendencias de la Era espacial, la cultura del automóvil y la fascinación por el plástico. Un ejemplo de este tipo de futurismo es la arquitectura Googie de la década de 1950 en California. El futurismo es una aproximación abierta a la arquitectura que ha sido interpretada por diferentes generaciones de arquitectos durante varias décadas, pero se suele considerar que tienen en común las formas destacadas, las formas dinámicas, fuertes contrastes y el uso de materiales avanzados.
Así como la salida de todo el estilo historicismo.